# Sascut, Bacău
Sascut (în maghiară Szászkút, în traducere „Fântâna Sasului”) este satul de reședință al comunei cu același nume din județul Bacău, Moldova, România. În forma sa actuală, satul a apărut în 1968, când au fost comasate fostele sate Pâncești-Târg și Sascut-Târg.

## Istoric
Prima atestare documentară a Sascutului datează din 11 aprilie 1639, când Pătrașcu din Sascut a fost martorul unei danii a voievodului Vasile Lupu. Acel Sascut era un sat răzeșesc dar, prin pătrunderea marilor familii boierești, satul a devenit o localitate de clăcași. Dafina Buhuș, soția domnitorului Moldovei, Eustatie Dabija, a cumpărat aproape tot satul Sascut. În primele decenii ale sec. al XIX-lea, Costache Aslan, rudă cu domnitorul Moldovei, Ioniță Sandu Sturdza, obține un hrisov domnesc pentru a-și deschide târg pe moșia sa de la Sascut, astfel luând naștere nucleul satului Sascut-Târg. Unirea Principatelor și profundele transformări care au urmat au stimulat viața economică în târgul Sascut. Calea ferată, cu stație în Sascut, a deschis mari perspective economice și edilitare.
În zona Sascut-Târg a fost construită prima fabrică de zahăr din România, în anul 1875, Societatea Zaharina Română cu sediul la Paris strada Quai de Grenelle 15, pe un teren de 10 ha cumpărat de la propietarul moșiei de atunci Maria de Sgardelli cu 10 000 (zece mii) lei, act transcris la Tribunalul Putna cu nr.654/1875. Acest teren este situat în fața gării din Sascut și împărțit în două loturi unul de 2,1 ha și unul de 7,9 ha. Lotul de 2,1 este situat în partea stângă spre Adjud din fața gării de la marginea drumului care duce la Sascut Sat se numără 105 metri spre Adjud și 200 metri în adâncime spre Sascut Sat și de la marginea aceluiași drum se numără 395 metri spre Bacău și 200 metri în adâncime spre Pâncești sau Sascut Sat.

### Fabrica de zahăr
În anul 1881 Societatea Zaharina din România își autorizează fabrica de zahăr de la Sascut prin Decret Regal și intră în faliment în anul 1884. În anul 1885, luna iunie, lichidatorii fabricii au vândut fabrica de zahăr cu teren și instalații și dreptul de a trage apa lui Jacques M. Elias pentru suma de 250 000 lei, act transcris și autentificat de tribunalul Putna (așa a ajuns Jacques M. Elias la Sascut). În anul 1889 Jacques M. Elias cumpără moșia Sascut de la Mendel Posner. În anul 1899, pe 9 mai, Jacques M. Elias l-a împuternicit pe fratele său Abraham M. Elias la consulatul Belgiei să aducă în numele lui ca aport promisiunea de închiriere pe 90 ani a fabricii de zahăr Sascut cu 23 ha teren și toate instalațiile, în schimbul a 2.300 de acțiuni la purtător dintr-un total de 18 000 acțiuni, la Société Générale Sucreries et Raffinerie en Roumanie care construiește fabrica de zahăr de la Roman pe un teren de 90 ha. În același an, după ce a închiriat fabrica, Jacques M. Elias vinde fabrica de zahăr cu teren de 23 ha Băncii Generale Române, cu act autentificat și transcris la tribunal. În anul 1939 Banca Generală Română începe un proces prin care încearcă să evacueze pe chiriaș, mai exact pe S.C. Danubiana. Procesul se termină în anul 1945, după care fabrica este naționalizată.

## Personalități
- Cezar Buda (1908 - 1993), profesor universitar, senator